# Petembo
Petembo är en ort i Mexiko.   Den ligger i kommunen Tacámbaro och delstaten Michoacán de Ocampo, i den södra delen av landet, 250 km väster om huvudstaden Mexico City. Petembo ligger 1 145 meter över havet och antalet invånare är 521.
Terrängen runt Petembo är lite bergig. Runt Petembo är det ganska glesbefolkat, med 45 invånare per kvadratkilometer. Närmaste större samhälle är Tacámbaro de Codallos, 13,1 km norr om Petembo. I omgivningarna runt Petembo växer huvudsakligen savannskog.